# 大阪湾フェリー
大阪湾フェリー（おおさかわんフェリー）は、かつて大阪府の泉佐野港と兵庫県・淡路島の津名港を結ぶ航路を持っていたフェリー会社である。
2000年に南海淡路ライン株式会社に経営を譲渡し、2007年に運航を中止した。

## 概要
1961年に開業。当初は深日港（ふけこう、泉南郡岬町）から炬口港（たけのくちこう、洲本市）までの航路で、四国から泉州・和歌山県への短絡ルートであった。
その後、前後非対称大型新造船に更新されたものの、漁港である炬口港の岸壁には可動橋（潮位に合わせて調節する乗船橋）がなく、狭い港内に駐車スペースを確保する漁協との交渉が不調に終わったため、津名郡津名町へ淡路島側の寄港地を移した。
フェリーすもと、フェリーみさき、フェリーしんあわじの3隻体勢。フェリーみさき引退後、それまでのデザインを引継ぎつつ船体幅を伸ばし内装が豪華になったフェリーさざんが就航。
津名港に移ってからは人のみでも乗船できるようになり、難波・和歌山への鉄道の乗り継ぎも便利で、旅費も安いため行商人もよく利用していた。また小旅行気分も味わえるこのルートを選択する旅客も少なくなかった。
1986年時点では、1日20往復、日中60分間隔、深夜帯90分間隔の終夜運航を行っていた。
1995年1月17日の阪神・淡路大震災の際も大きな被害は受けず、寸断された陸路のバイパスルートとして甲子園高速フェリー共々大活躍した。
1998年1月19日から大阪側発着港が関西国際空港対岸の泉佐野港へ変更になった。フェリーすもと、フェリーしんあわじの引退に伴い和歌山 - 小松島航路を走っていた南海フェリーのフェリーたちばな（1986年竣工）と18ノット（時速33km）を誇る新造船フェリーせんしゅうが1998年1月に（同年4月に開通する）明石海峡大橋対策を強化するために就航し、3隻体制になった。
しかし、その後はトラック輸送路の再編によるルート変更もあって需要が低下した。明石海峡大橋の開通後は、乗客数・輸送数は泉州・和歌山県への短絡ルートであるにもかかわらず減少し、2000年に南海淡路ラインに経営を譲渡した。
フェリーたちばな（海外へ売却、済州島 - 釜山航路に就航）が引退した後は合理化により2隻体制になり、2007年1月31日をもって運航休止。45年間の歴史に幕を閉じた。

## 航路
- 深日港 - 炬口港（1961年11月5日[1][3] - 1992年5月22日[4]）

津名航路開設後も約4年間、昼間の4-5往復が炬口発着で残存した。
- 深日港 - 津名港（1988年 - 1998年1月18日）
- 泉佐野港 - 津名港（1998年1月19日 - 2007年1月31日）

移転当初は、3隻で1日15往復を運航した。

## 船舶
- みさき丸

来島船渠建造、1961年7月竣工、1961年11月5日就航、1975年係船、1977年日本船舶明細書より削除
371.18総トン、全長52.57m、幅9.5m、深さ3.33m、計画満載喫水2.34m、主機ディーゼル2基、機関出力1,040ps、最大速力13ノット、航海速力12ノット
船客定員401名、8トントラック14台
- みくま丸

1961年竣工、1961年11月5日就航、1975年係船、1977年日本船舶明細書より削除

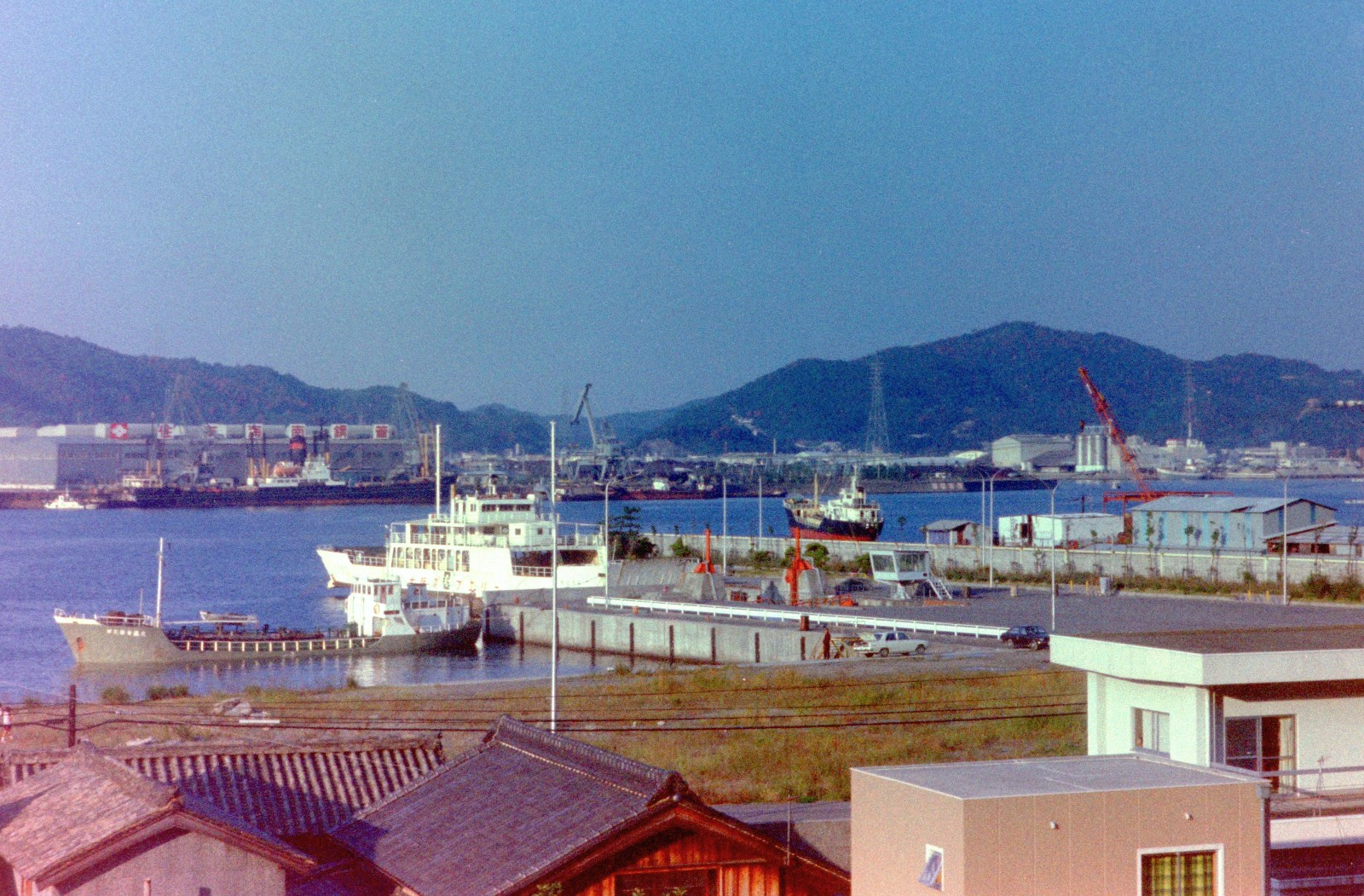
みづほ丸
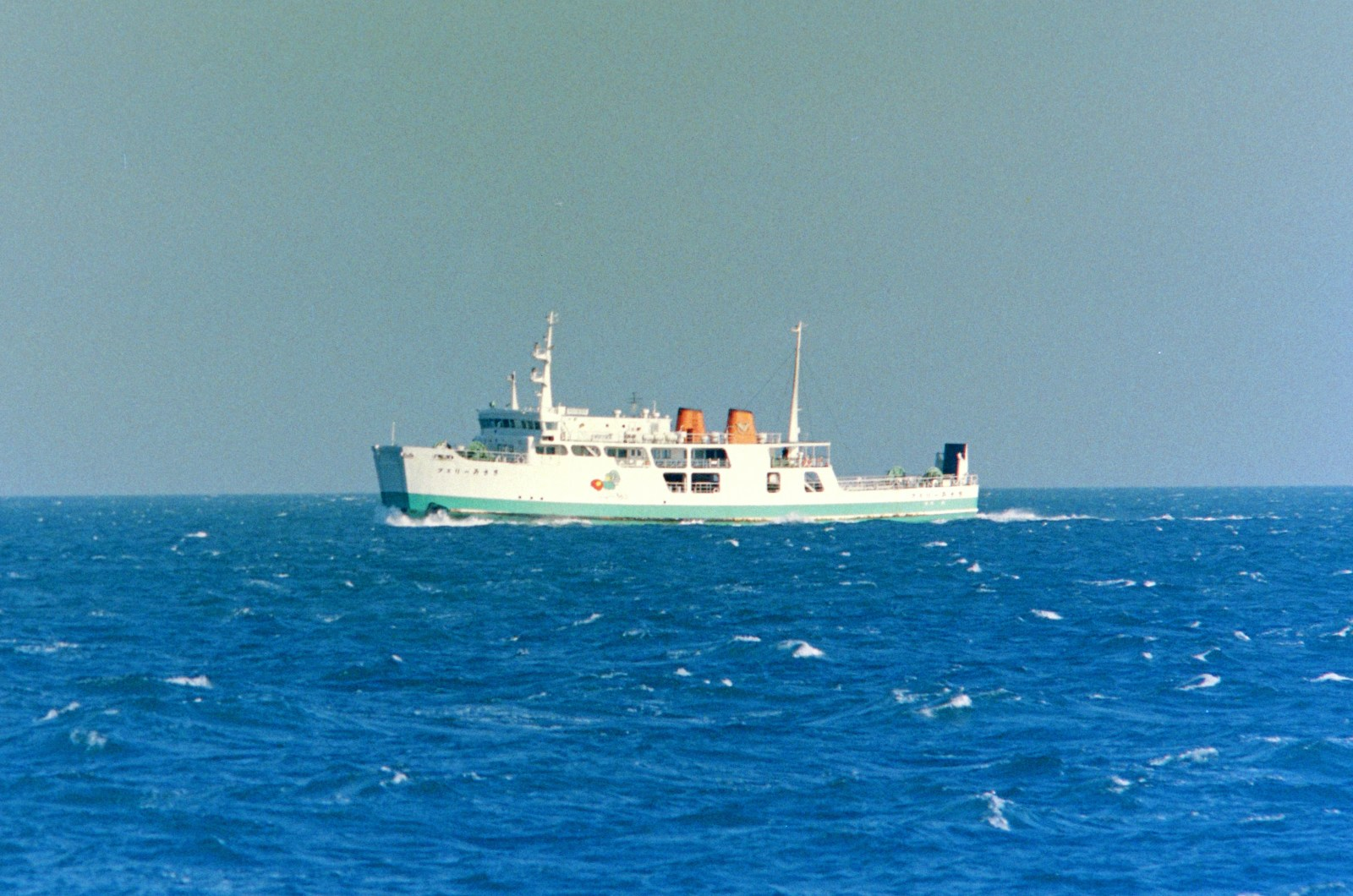
フェリーみさき
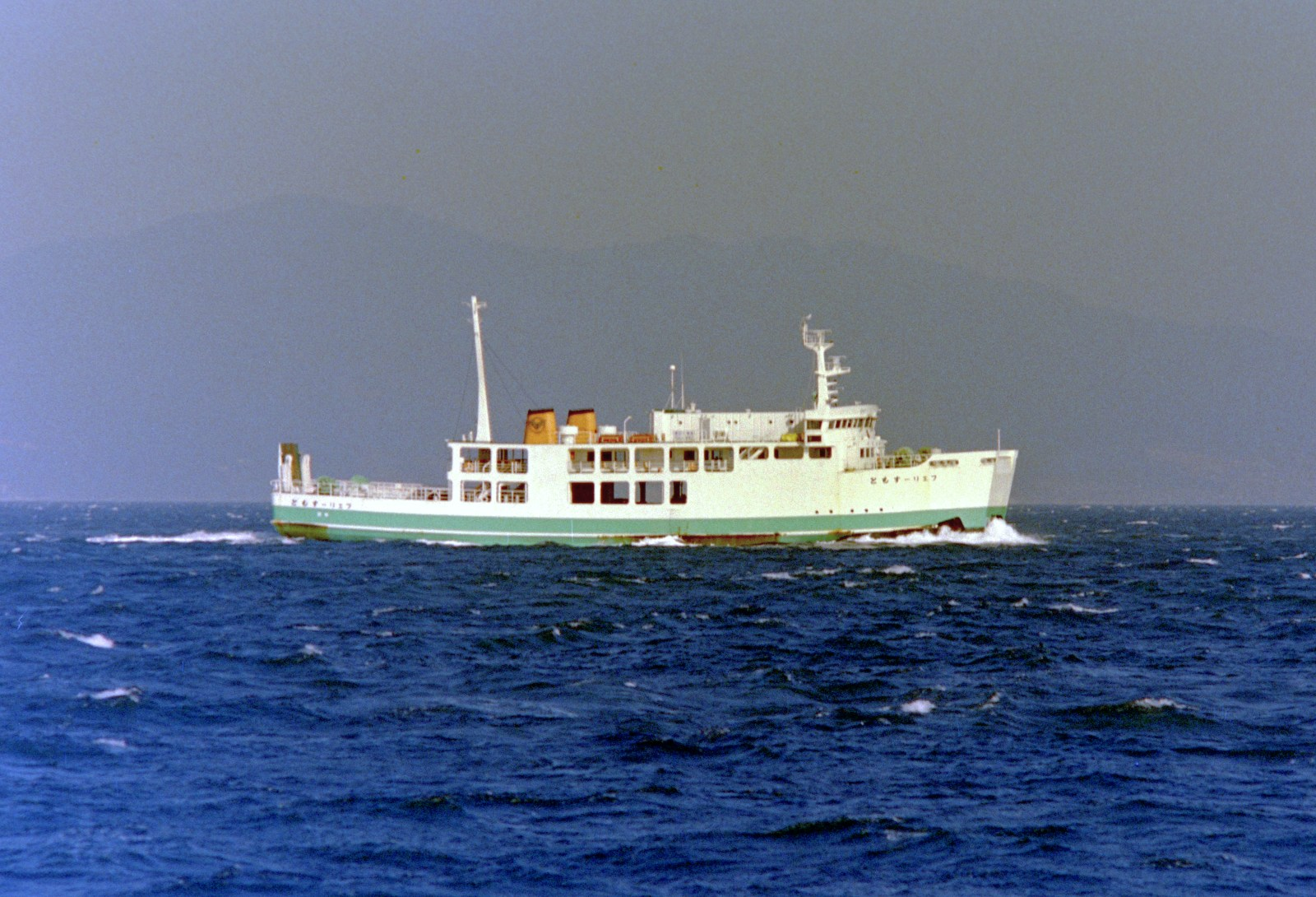
フェリーすもと
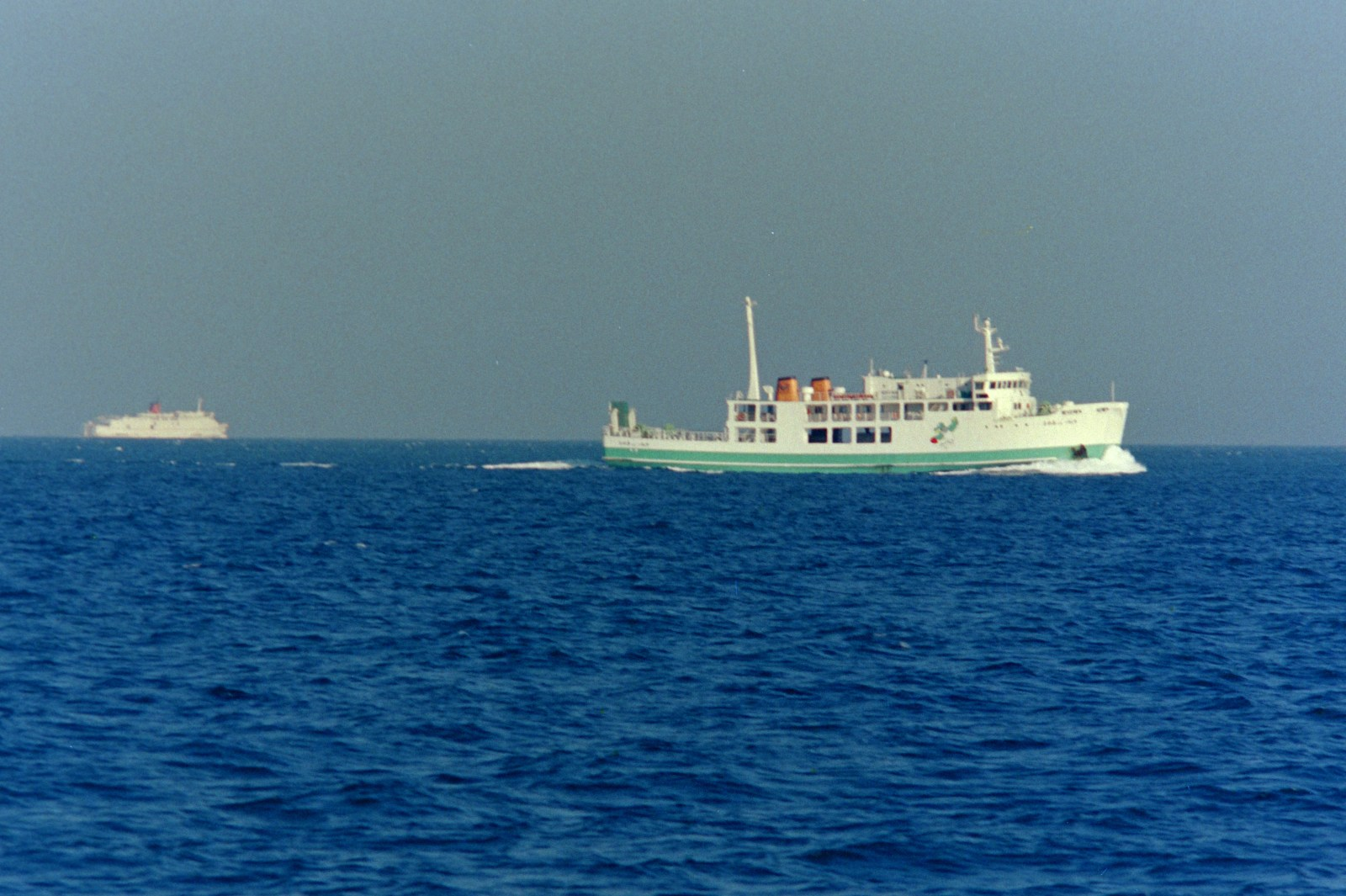
フェリーしんあわじ
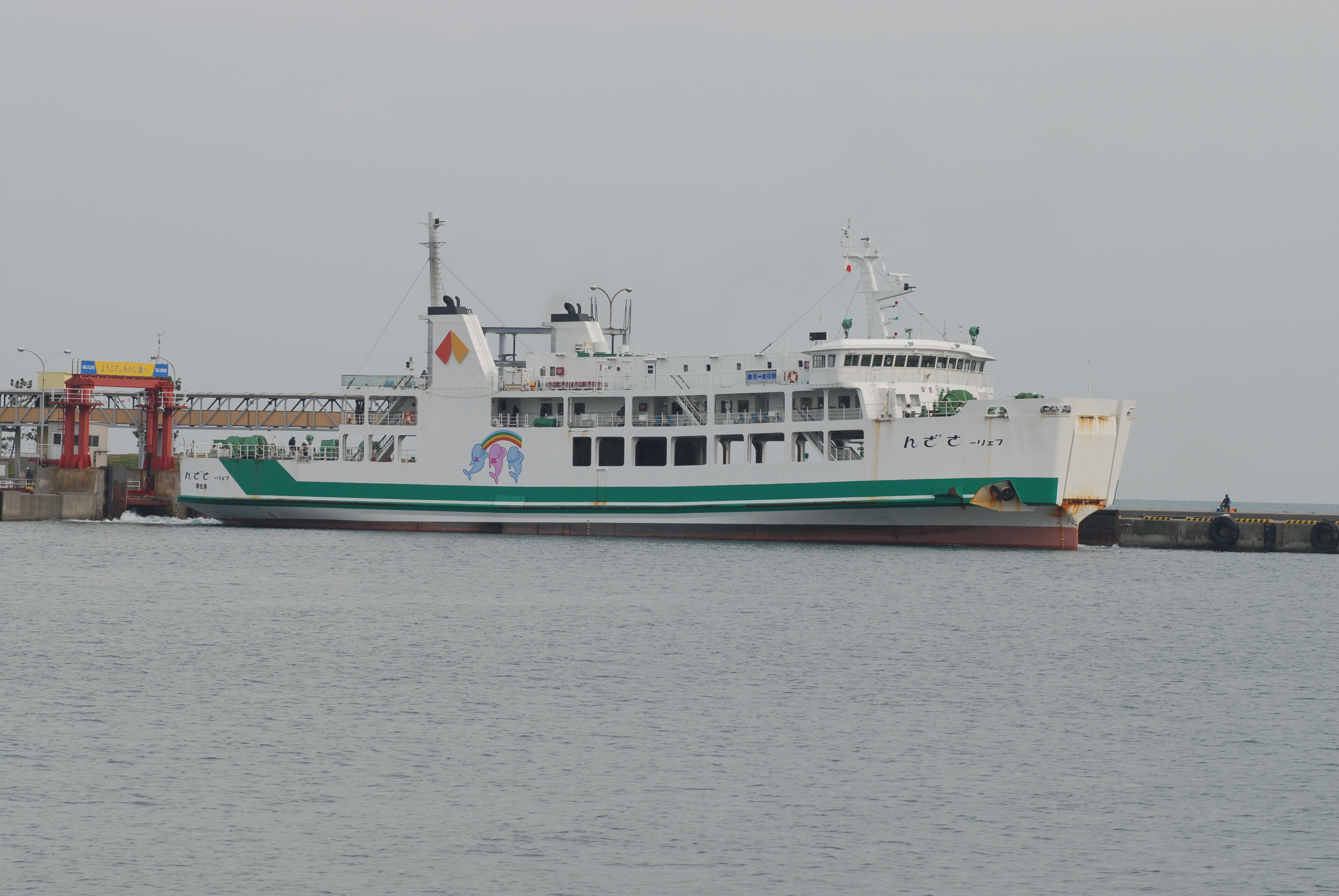
フェリーさざん
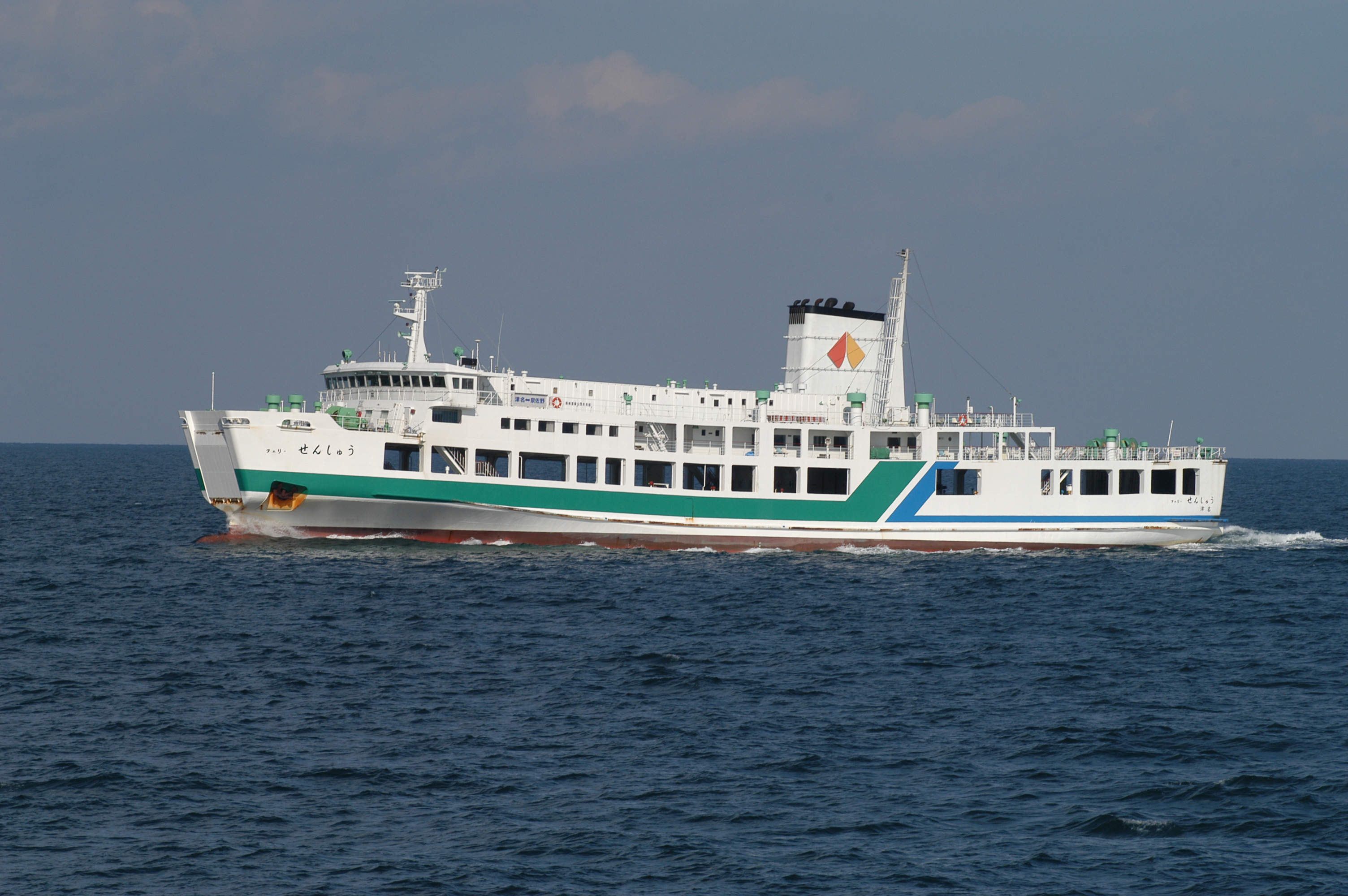
フェリーせんしゅう

名村造船所建造、1962年12月竣工、1962年12月就航、1983年日本船舶明細書より削除
442.65総トン、全長54.15m、幅10m、深さ4.3m、計画満載喫水3.5m、主機ディーゼル2基、機関出力1,600ps、最大速力13.5ノット、航海速力13ノット
船客定員478名、8トントラック14台
- いざなぎ丸

名村造船所建造、1968年4月竣工、1968年4月就航、1986年中国に売船
797.46総トン、全長60.4m、幅11.2m、深さ4.5m、計画満載喫水3.5m、主機ディーゼル2基、機関出力3,400ps、最大速力16.5ノット、航海速力15ノット
船客定員476名、8トントラック19台
- フェリーみさき

内海造船田熊工場建造、1973年2月竣工、1973年3月就航、1992年パナマへ売船
804.12総トン、全長57.43m、幅12.9m、深さ4.1m、計画満載喫水3.2m、主機ディーゼル2基、機関出力3,200ps、最大速力16.09ノット、航海速力14.6ノット
船客定員482名、8トントラック19台
- フェリーすもと[7]

中村造船鉄工所建造、船舶整備公団との共有船。1983年8月竣工、1999年ベリーズへ売船
955総トン、全長57.43m、型幅13.00m、型深さ4.10m、ディーゼル2基、主機出力3,600ps、航海速力14.65ノット
船客定員482名
- フェリーしんあわじ

内海造船瀬戸田工場建造、船舶整備公団共有船、1986年7月18日竣工、7月24日就航
960総トン、全長57.5m、幅13.0m、深さ4.1m、計画満載喫水3.2m、ヤンマーZ280-ET 2基2軸、連続最大出力3,600馬力、最大速力16.9ノット、航海速力14.7ノット
船客定員482名、8トントラック13台、乗用車5台
いざなぎ丸の代船として就航。離着岸を容易にするためバウスラスターを装備、旅客向け設備として衛星放送受信装置、船外テレビカメラも備えていた。
- フェリーさざん

新浜造船所建造、1991年3月竣工、1991年5月就航、2007年航路休止後、2008年日本船舶明細書より削除
1,509総トン、全長69.7m、幅14.5m、深さ5m、計画満載喫水3.5m、主機ディーゼル2基、機関出力4,600ps、最大速力16.5ノット、航海速力15.6ノット
船客定員431名、乗用車65台
現在、フィジーで「Spirit of Harmony」として「Interlink Shipping」を行っている。
- フェリーせんしゅう

タチバナ船舶鉄工建造、1997年9月竣工、1997年9月就航、2007年航路休止後インドネシアへ売船
2,083総トン、全長85m、幅14.5m、深さ5.7m、計画満載喫水4.3m、主機ディーゼル2基、機関出力8,000ps、最大速力20.28ノット、航海速力18.5ノット
船客定員520名、8トントラック26台
- フェリーたちばな

1986年7月竣工、1998年南海フェリーより転配、2000年パナマへ売船
- みづほ丸
- フェリーみさき
- フェリーすもと
- フェリーしんあわじ
- フェリーさざん
- フェリーせんしゅう